# Fabian Feyaerts
Fabian Feyaerts, es un joven cantante belga que vive en Arendonk.

## Biografía
Fabian, nació en Arendonk (Bélgica) el 1 de enero de 1998.
En 2012 se convirtió en el ganador del programa Junior Eurosong 2012, que utiliza la televisión belga para seleccionar al representante del país en el Festival de la Canción de Eurovisión Junior.
El 1 de diciembre de 2012, representó a Bélgica en el X Festival de la Canción de Eurovisión Junior con la canción "Abracadabra".